# Галлікано
Галлікано, Ґаллікано (італ. Gallicano) — муніципалітет в Італії, у регіоні Тоскана, провінція Лукка.
Галлікано розташоване на відстані близько 300 км на північний захід від Рима, 75 км на північний захід від Флоренції, 25 км на північ від Лукки.
Населення — 3844 особи (2014).
Щорічний фестиваль відбувається 25 липня. Покровитель — San Jacopo.

## Демографія
Населення за роками:

Станом на 1 січня 2023 року в муніципалітеті офіційно проживало 296 іноземців з 32 країн, серед них 123 громадяни країн Євросоюзу та 2 громадяни України.

## Сусідні муніципалітети
- Барга
- Борго-а-Моццано
- Кастельнуово-ді-Гарфаньяна
- Корелья-Антельмінеллі
- Фаббрике-ді-Валліко
- Фошіандора
- Молаццана
- Верджемолі